# Galasso I Pio
Galasso I Pio fou senyor de Carpi a la mort del seu pare Manfredo I Pio el 1348. For armat cavaller el 1352, i fou capità del poble de Bolonya el 1359. Va morir el 13 de març de 1367. Es va casar el 1312 amb Beatrice da Correggio, filla de Giberto da Correggio, senyor sobirà de Correggio.
Va tenir set fills: Giberto I Pio, Marsilio (Podestà de Bergamo el 1364, mort el 1384 i senyor associat 1367 a 1384), Jacopo (Podestà de Milà el 1373, Capità del poble de Bolonya el 1380, mort després del 1387), Taddeo (canònic de Modena el 1378), Ludivico, Orsola i Antonio (mort després del 1413)